# Tlauh
Tlauh (en àrab الطلوح, aṭ-Ṭlūḥ; en amazic ⵟⵍⵓⵃ) és una comuna rural de la província de Rehamna, a la regió de Marràqueix-Safi, al Marroc. Segons el cens de 2014 tenia una població total de 9.932 persones.